# Cabidos
Cabidos település Franciaországban, Pyrénées-Atlantiques megyében. Lakosainak száma 170 fő (2022. január 1.). Cabidos Philondenx, Arzacq-Arraziguet, Garos, Malaussanne, Montagut és Piets-Plasence-Moustrou községekkel határos.

## Népesség
A település népességének változása:
| Lakosok száma | 186  | 189  | 192  | 180  | 175  | 173  | 173  | 170  | 170  |
|               | 2013 | 2015 | 2016 | 2017 | 2018 | 2019 | 2020 | 2021 | 2022 |

## Története
Cabidost először 1323-ban említették a béarni oklevélben. 1442-ben Béarn közjegyzői Cabidos en lo Bayliadge de Garos néven említették.